# 莫尔坦奇
莫尔坦奇是奥地利施蒂利亚州魏茨县的一个市镇。总面积17.58平方公里，总人口1987人，人口密度113.0人/平方公里（2005年）。